# ات هلکی
اَتَ_هَلکی در اسناد به دست آمده از منطقۀ «ایذه» که احتمالا منطقۀ تحت حکومت دودمان ایگه هلکی بوده‌است. از اَتَ_هَلکی به عنوان پدر اَتَر_کیتَه یاد شده‌است. به هر حال احتمالاََ این نام‌ها متعلق به خاندان ایگَه_هلکی و پسر دوم او اَتَر_کیتَه بوده‌است.